# Lijst van voetbalinterlands El Salvador - Verenigde Staten
Deze lijst van voetbalinterlands is een overzicht van alle officiële voetbalwedstrijden tussen de nationale teams van El Salvador en de Verenigde Staten. De landen speelden tot op heden 28 keer tegen elkaar. De eerste ontmoeting was een vriendschappelijke wedstrijd op 15 september 1977 in San Salvador. Het laatste duel, een groepswedstrijd tijdens de CONCACAF Nations League 2022/23, vond plaats in Orlando op 27 maart 2023.

## Wedstrijden
| №  | Plaats          | Datum             | Competitie                      | Wedstrijd                      | Uitslag |
| -- | --------------- | ----------------- | ------------------------------- | ------------------------------ | ------- |
| 1  | San Salvador    | 15 september 1977 | Vriendschappelijk               | El Salvador − Verenigde Staten | 1 − 2   |
| 2  | Los Angeles     | 30 september 1977 | Vriendschappelijk               | Verenigde Staten − El Salvador | 0 − 0   |
| 3  | Los Angeles     | 9 oktober 1984    | Vriendschappelijk               | Verenigde Staten − El Salvador | 3 − 1   |
| 4  | Tegucigalpa     | 17 september 1989 | WK 1990 kwalificatie            | El Salvador − Verenigde Staten | 0 − 1   |
| 5  | Saint Louis     | 5 november 1989   | WK 1990 kwalificatie            | Verenigde Staten − El Salvador | 0 − 0   |
| 6  | San Salvador    | 18 februari 1992  | Vriendschappelijk               | El Salvador − Verenigde Staten | 2 − 0   |
| 7  | San Salvador    | 23 maart 1993     | Vriendschappelijk               | El Salvador − Verenigde Staten | 2 − 2   |
| 8  | Los Angeles     | 5 december 1993   | Vriendschappelijk               | Verenigde Staten − El Salvador | 7 − 0   |
| 9  | Anaheim         | 16 januari 1996   | CONCACAF Gold Cup 1996          | Verenigde Staten − El Salvador | 2 − 0   |
| 10 | Los Angeles     | 30 augustus 1996  | Vriendschappelijk               | Verenigde Staten − El Salvador | 3 − 1   |
| 11 | San Salvador    | 29 juni 1997      | WK 1998 kwalificatie            | El Salvador − Verenigde Staten | 1 − 1   |
| 12 | Foxborough      | 16 november 1997  | WK 1998 kwalificatie            | Verenigde Staten − El Salvador | 4 − 2   |
| 13 | Pasadena        | 27 januari 2002   | CONCACAF Gold Cup 2002          | Verenigde Staten − El Salvador | 4 − 0   |
| 14 | Washington D.C. | 17 november 2002  | Vriendschappelijk               | Verenigde Staten − El Salvador | 2 − 0   |
| 15 | Foxborough      | 12 juli 2003      | CONCACAF Gold Cup 2003          | Verenigde Staten − El Salvador | 2 − 0   |
| 16 | Foxborough      | 4 september 2004  | WK 2006 kwalificatie            | Verenigde Staten − El Salvador | 2 − 0   |
| 17 | San Salvador    | 9 oktober 2004    | WK 2006 kwalificatie            | El Salvador − Verenigde Staten | 0 − 2   |
| 18 | Foxborough      | 12 juni 2007      | CONCACAF Gold Cup 2007          | Verenigde Staten − El Salvador | 4 − 0   |
| 19 | San Salvador    | 28 maart 2009     | WK 2010 kwalificatie            | El Salvador − Verenigde Staten | 2 − 2   |
| 20 | Sandy           | 5 september 2009  | WK 2010 kwalificatie            | Verenigde Staten − El Salvador | 2 − 1   |
| 21 | Tampa           | 24 februari 2010  | Vriendschappelijk               | Verenigde Staten − El Salvador | 2 − 1   |
| 22 | Baltimore       | 21 juli 2013      | CONCACAF Gold Cup 2013          | Verenigde Staten − El Salvador | 5 − 1   |
| 23 | Philadelphia    | 19 juli 2017      | CONCACAF Gold Cup 2017          | Verenigde Staten − El Salvador | 2 − 0   |
| 24 | Fort Lauderdale | 9 december 2020   | Vriendschappelijk               | Verenigde Staten − El Salvador | 6 − 0   |
| 25 | San Salvador    | 2 september 2021  | WK 2022 kwalificatie            | El Salvador − Verenigde Staten | 0 − 0   |
| 26 | Columbus        | 27 januari 2022   | WK 2022 kwalificatie            | Verenigde Staten – El Salvador | 1 – 0   |
| 27 | San Salvador    | 14 juni 2022      | CONCACAF Nations League 2022/23 | El Salvador − Verenigde Staten | 1 − 1   |
| 28 | Orlando         | 27 maart 2023     | CONCACAF Nations League 2022/23 | Verenigde Staten − El Salvador | 1 − 0   |

## Samenvatting
| Competitie              | Totaal gespeeld | Winst El Salvador | Gelijk | Winst Verenigde Staten | Doelsaldo El Salvador – Verenigde Staten |
| ----------------------- | --------------- | ----------------- | ------ | ---------------------- | ---------------------------------------- |
| WK-kwalificatie         | 10              | 0                 | 4      | 6                      | 6 − 15                                   |
| CONCACAF Gold Cup       | 6               | 0                 | 0      | 6                      | 1 − 19                                   |
| CONCACAF Nations League | 2               | 0                 | 1      | 1                      | 1 − 2                                    |
| Vriendschappelijk       | 10              | 1                 | 2      | 7                      | 8 − 27                                   |
| Totaal                  | 28              | 1                 | 7      | 20                     | 16 − 63                                  |

Wedstrijden bepaald door strafschoppen worden, in lijn met de FIFA, als een gelijkspel gerekend.

## Details

### 21ste ontmoeting
| Vriendschappelijk (Tampa, Verenigde Staten, 24 februari 2010):        |       |                    |
| Verenigde Staten                                                      | 2 – 1 | El Salvador        |
| Brian Ching 75' Sacha Kljestan 90'                                    | goals | 59' Rudis Corrales |
| - Debuut van Geoff Cameron (Houston Dynamo) voor de Verenigde Staten. |       |                    |

### 22ste ontmoeting
| CONCACAF Gold Cup 2013 (Baltimore, Verenigde Staten, 21 juli 2013):                          |       |                           |
| Verenigde Staten                                                                             | 5 – 1 | El Salvador               |
| Clarence Goodson 21' Joe Corona 29' Eddie Johnson 60' Landon Donovan 78' Mikkel Diskerud 84' | goals | 39' (pen.) Rodolfo Zelaya |

### 23ste ontmoeting
| CONCACAF Gold Cup 2017 (Philadelphia, Verenigde Staten, 19 juli 2017): |       |             |
| Verenigde Staten                                                       | 2 – 0 | El Salvador |
| Omar Gonzalez 41' Eric Lichaj 45+2'                                    | goals |             |

FSF · A-internationals · Selecties · Bondscoaches · Statistieken · Salvadoraans vrouwenelftal ·  
Olympisch elftal · El Salvador U21 · El Salvador U19 · El Salvador U17
1920 – 1929 · 
1930 – 1939 · 
1940 – 1949 · 
1950 – 1959 · 
1960 – 1969 · 
1970 – 1979 · 
1980 – 1989 · 
1990 – 1999 · 
2000 – 2009 · 
2010 – 2019 ·
2020 − 2029
Gold Cup 1991 · 
Gold Cup 1993 · 
Gold Cup 1996 · 
Gold Cup 1998 · 
Gold Cup 2000 · 
Gold Cup 2002 · 
Gold Cup 2003 · 
Gold Cup 2005 · 
Gold Cup 2007 · 
Gold Cup 2009 · 
Gold Cup 2011 · 
Gold Cup 2013
WK 1970 · 
WK 1982
OS 1968
1921 · 
1922–1927 · 
1928 · 
1929 · 
1930 · 
1931–1934 · 
1935 · 
1936–1937 · 
1938 · 
1939–1940 · 
1941 · 
1942 · 
1943 · 
1944–1945 · 
1946 · 
1947 · 
1948 · 
1949 · 
1950 · 
1951–1952 · 
1953 · 
1954 · 
1955 · 
1955–1960 · 
1961 · 
1962 · 
1963 · 
1964 · 
1965 · 
1966 · 
1967 · 
1968 · 
1969 · 
1970 · 
1971 · 
1972 · 
1973 · 
1974 · 
1975 · 
1976 · 
1977 · 
1978 · 
1979 · 
1980 · 
1981 · 
1982 · 
1983 · 
1984 · 
1985 · 
1986 · 
1987 · 
1988 · 
1989 · 
1990 · 
1991 · 
1992 · 
1993 · 
1994 · 
1995 · 
1996 · 
1997 · 
1998 · 
1999 · 
2000 · 
2000 · 
2001 · 
2002 · 
2003 · 
2004 · 
2005 · 
2006 · 
2007 · 
2008 · 
2009 · 
2010 · 
2011 · 
2012 · 
2013 ·
2014 ·
2015 ·
2016 ·
2017 ·
2018 ·
2019 ·
2020 ·
2021 ·
2022 ·
2023
Amerikaanse Maagdeneilanden ·
Anguilla ·
Antigua en Barbuda ·
Argentinië ·
Armenië ·
Aruba ·
Barbados ·
België ·
Belize ·
Bermuda ·
Bolivia ·
Brazilië ·
Canada ·
Chili ·
China ·
Colombia ·
Costa Rica ·
Cuba ·
Curaçao ·
Dominicaanse Republiek ·
Ecuador ·
Estland ·
GOS ·
Grenada ·
Griekenland ·
Guatemala ·
Guyana ·
Haïti ·
Honduras ·
Hongarije ·
IJsland ·
Ivoorkust ·
Jamaica ·
Japan ·
Joegoslavië ·
Kaaimaneilanden ·
Mexico ·
Moldavië · 
Montserrat ·
Nederlandse Antillen ·
Nicaragua ·
Nieuw-Zeeland ·
Panama ·
Paraguay ·
Peru ·
Puerto Rico ·
Qatar ·
Rusland ·
Saint Kitts en Nevis ·
Saint Lucia ·
Saint Vincent en de Grenadines ·
Sovjet-Unie ·
Spanje ·
Suriname ·
Trinidad en Tobago ·
Venezuela ·
Verenigde Staten ·
Zuid-Korea
USSF · A-internationals · Selecties · Bondscoaches · Amerikaans vrouwenelftal · Olympisch elftal · USA -21 · USA -20 · USA -19 · USA -18 · USA -17
1885 – 1919 · 
1920 – 1929 · 
1930 – 1939 · 
1940 – 1949 · 
1950 – 1959 · 
1960 – 1969 · 
1970 – 1979 · 
1980 – 1989 · 
1990 – 1999 · 
2000 – 2009 · 
2010 – 2019 ·
2020 − 2029
CA 1993 · 
CA 1995 · 
CA 2007 · 
CA 2016
CC 1992 · 
CC 1999 · 
CC 2003 · 
CC 2009
WK 1930 · 
WK 1934 · 
WK 1950 · 
WK 1990 · 
WK 1994 · 
WK 1998 · 
WK 2002 · 
WK 2006 · 
WK 2010 · 
WK 2014
OS 1904 · 
OS 1924 · 
OS 1928 · 
OS 1936 · 
OS 1948 · 
OS 1952 · 
OS 1956 · 
OS 1972 · 
OS 1984 · 
OS 1988 · 
OS 1992 · 
OS 1996 · 
OS 2000 · 
OS 2008
Algerije ·
Antigua en Barbuda ·
Argentinië ·
Armenië ·
Australië ·
Azerbeidzjan ·
Barbados ·
België ·
Belize ·
Bermuda ·
Bolivia ·
Bosnië en Herzegovina ·
Brazilië ·
Canada ·
Chili ·
China ·
Colombia ·
Costa Rica ·
Cuba ·
Curaçao ·
Denemarken ·
DDR ·
Duitsland ·
Ecuador ·
Egypte ·
El Salvador ·
Engeland ·
Estland ·
Finland ·
Frankrijk ·
Ghana ·
GOS ·
Grenada ·
Griekenland ·
Guatemala ·
Guyana ·
Haïti ·
Honduras ·
Hongarije ·
Ierland ·
IJsland ·
Iran ·
Israël ·
Italië ·
Ivoorkust ·
Jamaica ·
Japan ·
Joegoslavië ·
Kaaimaneilanden ·
Kameroen ·
Koeweit ·
Letland ·
Liechtenstein ·
Luxemburg ·
Malta ·
Marokko ·
Martinique ·
Mexico ·
Moldavië ·
Nederland ·
Nederlandse Antillen ·
Nicaragua ·
Nieuw-Zeeland ·
Nigeria ·
Noord-Ierland ·
Noord-Korea ·
Noord-Macedonië ·
Noorwegen ·
Oekraïne ·
Oezbekistan ·
Oman ·
Oostenrijk ·
Panama ·
Paraguay ·
Peru ·
Polen ·
Portugal ·
Puerto Rico ·
Qatar ·
Roemenië ·
Rusland ·
Saint Kitts en Nevis ·
Saint Vincent en de Grenadines ·
Saoedi-Arabië ·
Schotland ·
Servië ·
Slovenië ·
Slowakije ·
Sovjet-Unie ·
Spanje ·
Thailand ·
Trinidad en Tobago ·
Tsjechië ·
Tsjecho-Slowakije ·
Tunesië ·
Turkije ·
Uruguay ·
Venezuela ·
Wales ·
Zuid-Afrika ·
Zuid-Korea ·
Zweden ·
Zwitserland
Algerije (2010) ·
België (2014) ·
Brazilië (2009, 2) ·
Duitsland (2014) ·
Engeland (2010) ·
Ghana (2006) · 
Ghana (2014) · 
Italië (2006) · 
Nederland (2022) ·
Portugal (2014) ·
Slovenië (2010) ·
Tsjechië (2006)